# Julian Dretler
Julian Marian Dretler (ur. 15 września 1905 w Stanisławowie, zm. 13 sierpnia 1944 w Warszawie) – polski lekarz psychiatra.

## Życiorys
Ukończył Gimnazjum św. Jacka w Krakowie w 1922 roku, zdając egzamin dojrzałości z wynikiem celującym. Studiował na Uniwersytecie Jagiellońskim, dyplom doktora wszech nauk lekarskich otrzymał 20 marca 1929. Następnie pracował w Zakładzie Psychiatrycznym w Kobierzynie kierowanym przez  Władysława Stryjeńskiego. Był też hospitantem w laboratorium histopatologicznym kliniki neurologicznej Uniwersytetu Warszawskiego u Adama Opalskiego.
W czasie II wojny światowej razem z innymi psychiatrami z Kobierzyna przesiedlony do Drewnicy. Uczestniczył w powstaniu warszawskim, ciężko ranny w walkach 8 sierpnia 1944, zmarł kilka dni później w powstańczym szpitalu
Był autorem wielu prac naukowych w języku polskim, niemieckim i francuskim.

### Małżeństwo
Był żonaty ze Stefanią z d. Juer – plastyczką.

## Prace
- O skombinowanem zaburzeniu pośpiączkowem. Polska Gazeta Lekarska, 1931
- Ueber die Störungen der Intelligenz bei Encephalitis epidemica chronica, Schweizer Archiv für Neurologie und Psychiatrie, 1933
- W sprawie wydalań się umysłowo chorych z zakładów. Rocznik Psychjatryczny 21, ss. 91-103, 1933
- Badania epidemjologiczne nad nagminnem śpiączkowem zapaleniem mózgu w województwie krakowskiem. Neurologja Polska, 1933
- O objawowych zespołach paranoicznych. Rocznik Psychjatryczny 22, ss. 1-36, 1934
- Des relations entre la croyance de l′halluciné et sa conviction de l′universalité des hallucinations, 1934
- Analiza nierozpoznanych ogniskowych spraw mózgowia, przebiegających pod postacią nietypowych psychoz. Neurologja Polska 18 (3), ss. 387-414, 1935
- Ueber den Einfluss der atmosphärischen Veränderungen auf die epileptischen Anfälle, 1935
- Influence de l′encéphalite épidémique chronique sur la schizophrénie. Encéphale 30, ss. 656–670, 1935
- O zmianach gleju mózgowego w durze plamistym. Rocznik Psychjatryczny, 1936
- O twardniejącym zapaleniu półkul mózgowych. Nowiny Psychjatryczne, 1937
- Sur les gommes du cerveau au cours de la paralysie générale traitée par la malaria, 1937
- Rozważania metodologiczne nad omamami, 1938
- Kritische Bemerkungen zu der Methode von Słonimski und Cunge. Zeitschrift für die gesamte Neurologie und Psychiatrie 163 (4),ss. 542-550, 1938
- Stryjeński W, Dretler J. W sprawie przyzwyczajania się królików do kardiazolu. Polska Gazeta Lekarska, 1939
- Sur l'éclosion des maladies familiales par le processus de la sénescence, 1939